# João Divino Dorneles
João Divino Dorneles (Goiânia, 25 de maio de 1933 – Goiânia, 20 de março de 1993) foi um advogado, servidor público e político brasileiro radicado em Goiás.

## Dados biográficos
Filho de José Dorneles dos Santos e Benvinda Gonçalves de Rezende. Advogado formado em 1968 na Universidade Federal de Goiás, tornou-se servidor público da prefeitura de Goiânia como trabalhador braçal mediante concurso público e após graduar-se foi realocado como procurador do município. Outrora filiado ao PSD, optou pelo MDB com a imposição do bipartidarismo, não obstante suas ligações com o clandestino PCB.
Cunhado de Daniel Antônio, foi eleito deputado estadual em 1974 e 1978, conquistou um mandato de deputado federal via PMDB em 1982 e assim votou pela Emenda Dante de Oliveira em 1984 e em Tancredo Neves no Colégio Eleitoral em 1985. Deixou o PMDB após romper com Iris Rezende e ingressou no PDC não sendo reeleito. Em 1988 assumiu a presidência da Companhia Urbanizadora de Goiânia aposentando-se como servidor público no ano seguinte.